# 岡崎市立生平小学校
岡崎市立生平小学校（おかざきしりつ おいだいらしょうがっこう）は、愛知県岡崎市生平町にある公立小学校。

## 概要
1872年（明治5年）11月に創立した。
秦梨小学校とともに岡崎市立河合中学校の学区を構成する。
| 調査日       | 児童数 | 通常学級 | 特別支援学級 | 出典  |
| ------------ | ------ | -------- | ------------ | ----- |
| 2013年4月8日 | 71人   | 6        | 1            | [ 1 ] |
| 2019年5月1日 | 62人   | 6        | 2            | [ 2 ] |
| 2020年5月1日 | 58人   | 6        | 2            | [ 3 ] |
| 2021年5月1日 | 61人   | 6        | 3            | [ 4 ] |
| 2022年5月1日 | 59人   | 6        | 3            | [ 5 ] |
| 2023年5月1日 | 54人   | 6        | 3            | [ 6 ] |

## 学区
| 町名                                                   | 進学先     |
| ------------------------------------------------------ | ---------- |
| 茅原沢町、生平町、蓬生町、古部町、切越町、秦梨町字土橋 | 河合中学校 |

（2022年12月26日現在）

## 沿革
- 1872年（明治5年）11月 - 額田郡生平村の生平八幡宮境内に額田県生平郷学校として創立[8]。
- 1874年（明治7年）3月 - 愛知県第八番中学区第十四番小学知源学校に改称。古部分校設置。
- 1875年（明治8年）4月 - 額田郡第十四番小学生平学校に改称。
- 1887年（明治20年）4月 - 額田郡尋常小学生平学校に改称。
- 1892年（明治25年）10月 - 生平中屋敷に移転。額田郡河合村立生平尋常小学校と改称。
- 1900年（明治33年）4月 - 河合村生平杢淵地内に移転。
- 1901年（明治34年）4月 - 高等科の併設により額田郡河合村立生平尋常高等小学校に改称。
- 1905年（明治38年）4月 - 高等科の廃止により額田郡河合村立生平尋常小学校に改称。
- 1918年（大正7年）4月 - 現在地に移転。
- 1941年（昭和16年）4月 - 国民学校令の施行により額田郡河合村立生平国民学校に改称。
- 1947年（昭和22年）4月 - 新学制への移行に伴い額田郡河合村立生平小学校に改称。
- 1955年（昭和30年）2月 - 河合村が岡崎市へ合併されたのに伴い、現在名に改称。
- 1997年（平成9年）3月 - パソコン室完成。
- 2001年（平成13年）4月 - 特殊学級「かわせみ学級」を新設。
- 2017年（平成29年）12月27日 - 第5回全国小・中学校リズムダンスふれあいコンクールで最優秀の文部科学大臣賞を受賞した[9][10]。

## 特徴
伝統的に愛鳥活動に力を入れており、その実績を様々な場で発表、以下の賞を受賞している。
- 1987年 - 全国野生生物保護実績発表大会 文部大臣奨励賞受賞
- 1993年 - 第21回教育文化賞を受賞（愛鳥活動）
- 1994年 - 全国野生生物保護実績発表大会 環境庁自然保護局長賞受賞
- 1999年 - 愛知県野生生物保護実績発表大会愛知県知事賞受賞（6年連続）
- 2003年 - 第33回愛知県野生生物保護実績発表大会愛知県知事賞受賞・第38回全国野生生物保護実績発表大会 （財）日本鳥類保護連盟奨励賞受賞
- 2004年 - 第58回愛鳥週間「全国野鳥保護の集い」 環境大臣賞受賞

また、「ふるさとタイム」というバードウォッチングなどの時間を設け、学年を超えた交流をするとともに、自然により親しむ活動がなされている。

## 活動

### 行事
- 4月
  - 入学式・退任式・春の遠足・避難訓練・家庭訪問
- 5月
  - 鮎放流会・
- 6月
  - 運動会・プール開き
- 7月
  - 個別懇談会・大掃除・終業式
- 8月
  - 盆踊り大会・PTA奉仕作業
- 9月
  - 始業式・学芸会
- 10月
- 11月
  - 三河富士登山・修学旅行・全国野生生物保護実績発表大会
- 12月
  - 校内マラソン大会・懇談会・終業式
- 1月
  - 始業式・避難訓練・書初め大会・もちつき大会・不審者対応訓練
- 2月
- 3月
  - 卒業式・修了式

### 部活動
- ソフトボール（男子）
- バレーボール（女子）

## 周辺
- 愛知県道37号岡崎作手清岳線
- 男川（乙川の支流）
- ファミリーマート岡崎生平町店
- 学区の大木
  - 須佐之男神社の夫婦檜・茅原沢神明宮のヒメシャラ・生平八幡宮の大杉など